# Skynet 4C
O Skynet 4C foi um satélite de comunicação geoestacionário britânico construído pela British Aerospace na maior parte de sua vida ele esteve localizado na posição orbital de 1,1 graus de longitude oeste e era operado pelo MoD. O satélite foi baseado na plataforma ECS-Bus e sua expectativa de vida útil era de 6 anos.

## Lançamento
O satélite foi lançado com sucesso ao espaço no dia 30 de agosto de 1990, por meio de um veículo Ariane-44LP H10, a partir do Centro Espacial de Kourou na Guiana Francesa, juntamente com o satélite Eutelsat II F1. Ele tinha uma massa de lançamento de 1430 kg.